# 나베타촌
나베타촌(鍋田村)은 아이치현 아마군에 설치되었던 촌이다. 현재의 야토미시 남부에 해당한다.